# Stadium MK
O Stadium MK (estádio inicialmente nomeado stadium:mk ou stadiummk) é um campo de futebol em Denbigh, no distrito de Bletchley, em Milton Keynes, Buckinghamshire, Inglaterra. Projetado pela Populous, é o lar do Milton Keynes Dons F.C.
O estádio tem dois níveis que possuem uma capacidade de 30.500. Caso seja necessário, há a opção de aumentar a capacidade do estádio novamente para 45.000 com a adição de um terceiro nível, daí o teto alto. O design obedecerá às especificações do UEFA Elite Stadium e incluirá um gramado Desso GrassMaster.
Os planos do complexo incluíam uma arena interna, a Arena MK, que seria a casa do time de basquete profissional do Milton Keynes. No entanto, os empreendimentos de varejo que teriam proporcionado financiamento de habilitação foram adiados devido à falta de financiamento, deixando os Leões sem um lar. Após a conclusão da temporada 2011-12, o Lions não puderam garantir um local dentro de Milton Keynes, resultando em uma mudança para Londres, na Copper Box Arena.
Além do futebol de associação, o estádio recebe ocasionalmente o rugby union. A primeira dessas ocasiões foi em maio de 2008, quando os sarracenos (que na época jogavam com o Watford no Vicarage Road) jogaram contra o Bristol no Stadium MK porque o Watford precisava de um terreno para o play-off do Campeonato. Em 2011, o Northampton Saints RFC usou o estádio para as quartas-de-final e semi-finais da Heineken Cup porque o seu estádio é muito pequeno para grandes eventos. O estádio sediou três partidas da Copa do Mundo de Rugby de 2015.

## Construção, planejamento e antecedentes

### Consórcio do MK Stadium

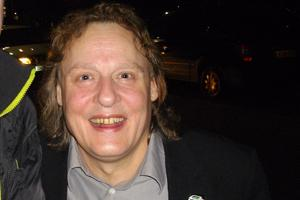
Pete Winkelman, que liderou a Inter MK e o Milton Keynes Stadium Consortium, e subseqüentemente se tornou presidente do Milton Keynes Dons (fotografia de 2011)

Desde os primeiros dias de Milton Keynes como uma nova cidade, fundada em 1967, a Milton Keynes Development Corporation (1967-1992) previa um estádio capaz de acomodar um time de futebol de primeira linha. O que se tornaria o Stadium MK foi proposto pela primeira vez em 2000 pela Milton Keynes Stadium Consortium ou "Stadium MK", liderado por Pete Winkelman e sua empresa, a Inter MK Group. Winkelman está convencido de que Milton Keynes pode apoiar um clube da liga da maneira que Merton aparentemente não poderia, e pode apontar para a torcida de hoje como evidência. Seu raciocínio, no entanto, é idiossincrático. "Este lugar é absolutamente premente para o futebol de primeira linha", diz ele. O objetivo final de Winkelman é levar Wimbledon para uma casa de primeira classe na vizinha Denbeigh, com um supermercado Asda e um hotel. Mas a noção de que os 250 mil moradores de MK foram privados de futebol é prejudicada por um olhar sobre um mapa. Northampton, Luton e Rushden & Diamonds estão a 30 minutos de carro e, em qualquer sábado, a estação de Milton Keynes está repleta de torcedores de clubes em Londres e Midlands indo para os jogos. Entrementes Milton Keynes City se dobrava no verão por falta de fundos e, aparentemente, juros.}} Este consórcio propôs um grande empreendimento no distrito de Milton Keynes, no sul de Denbigh North, incluindo um estádio de futebol com capacidade para 30.000 pessoas, um hipermercado Asda de 13.935 pés quadrados (13.335 m2), uma loja IKEA, um hotel, um centro de conferências e um retail park.
A Asda, a maior cadeia de supermercados do mundo, queria uma presença em uma fortaleza da Tesco e queria construir o maior supermercado da Europa lá. Regras de planejamento significavam que o desenvolvimento em sites novos não era suportado, mas o MK Asda proposto não funcionaria em um local abandonado. A única maneira de contornar as restrições do local era através do que se chamava de "ganho de planejamento" - em inglês claro, algum benefício demonstrável para a comunidade local que adviria de permitir o desenvolvimento. Um estádio de futebol seria um exemplo de uma comodidade cívica que faria o trabalho. Mas Milton Keynes não tinha uma equipe que precisasse de um estádio na escala necessária. E sem equipe, não haveria estádio e, portanto, nenhum desenvolvimento.}} O plano para construir um terreno deste tamanho foi complicado pelo fato de não haver nenhum clube de futebol profissional em Milton Keynes e que o time de melhor classificação da cidade, o Milton Keynes City F.C. (baseado em Wolverton, no norte de Milton Keynes, e anteriormente conhecido como Mercedes-Benz FC) jogou na então oitava divisão, chamada Spartan South Midlands League, quatro divisões abaixo da Football League.
Winkelman, ex-executivo e promotor musical da CBS Records, mudou-se para a área de Milton Keynes para Londres em 1993. e argumentaram que os moradores de Milton Keynes interessados especificamente no futebol da Liga já tinham amplo acesso com Luton Town, Northampton Town e Rushden & Diamonds, todos num raio de 40 km. Nas palavras do próprio Winkelman, em uma entrevista de 2013, ele "não sabia nada sobre futebol" quando estava propondo a transferência de um clube da Liga de outra cidade (de fato, olhando para trás, ele disse "foi essa ingenuidade que me permitiu ir."
Os opositores de tal movimento supuseram que o estádio era um "Cavalo de Tróia" incluído no plano para contornar as regras de planejamento, e que embora o consórcio tenha descrito o desenvolvimento maior como a construção do estádio, o contrário foi o caso. O consórcio de Winkelman, alegaram, tinham que ter uma equipe profissional pronta para justificar o terreno para que o desenvolvimento pudesse obter permissão de planejamento. David Conn, do The Guardian, corroborou essa avaliação. "Todo o projeto dependia de fato da Asda e da IKEA", resumiu Conn em um artigo de 2012, depois de entrevistar Winkelman. "Tendo visto a oportunidade de construir um estádio que Milton Keynes não tinha, e percebeu que a Asda não tinha uma loja na cidade, Winkelman adquiriu opções para comprar a terra de seus três proprietários, incluindo o conselho. Asda não teria permissão para planejar uma enorme superloja fora da cidade a menos que desse ao conselho o benefício de construir o estádio. Um clube da Liga subiria, permissão seria concedida, então Winkelman exerceria a opção de comprar todas as terras, vendê-las para Asda e IKEA por muito mais, e a diferença seria usada para construir o estádio. Conn descreveu retrospectivamente este como um negócio de uma vida inteira".

## Mudança de local do Wimbledon F.C.; Milton Keynes Dons F.C.
A partir de 2000, o consórcio ofereceu esta proposta para vários clubes da Liga de Futebol, incluindo o Luton Town, Crystal Palace, Barnet, Queens Park Rangers, e Wimbledon F.C., que tinha terras no Selhurst Park em Crystal Palace desde 1991, adotou o plano de Milton Keynes após a nomeação de um novo presidente, Charles Koppel, em janeiro de 2001. Koppel disse que tal ação era necessária para evitar a saída de Wimbledon. Ele anunciou a intenção do Wimbledon de se mudar em 2 de agosto de 2001 com uma carta para a FA solicitando aprovação, afirmando que o Wimbledon já havia assinado um acordo para se deslocar e "sujeito ao planejamento necessário e consentimentos regulatórios sendo obtidos". jogos em casa em um estádio recém-construído em Milton Keynes no início da temporada de 2003-04. O movimento proposto foi combatido na maioria dos trimestres; o comitê da Liga rejeitou por unanimidade o movimento proposto pelo Wimbledon em agosto de 2001. Koppel recorreu desta decisão, levando a uma audiência de arbitragem da The Football Association (FA) e, posteriormente, a nomeação de uma comissão independente de três homens pela FA em maio de 2002 para emitir um veredicto final e vinculativo. A Liga e a FA declararam oposição, mas os comissários decidiram a favor, dois contra um.
O Wimbledon F.C. esperava mudar-se para Milton Keynes imediatamente, mas como o novo terreno ainda estava para ser construído, uma casa provisória na cidade teria de ser encontrada primeiro. A primeira proposta, para iniciar a temporada 2002-03 no National Hockey Stadium, no centro de Milton Keynes, foi abandonada porque não atendia aos critérios do estádio da Football League. Enquanto opções temporárias alternativas foram examinadas (Winkelman sugeriu a conversão do National Bowl, até então, servido como um auditório.) O Wimbledon começou a temporada no Selhurst Park e estabeleceu o objetivo de tocar para Milton Keynes no Natal de 2002. Um grupo de torcedores do Wimbledon F.C. protestaram e criaram o AFC Wimbledon como resposta a mudança do clube, para o qual a grande maioria de torcedores do Wimbledon mudarem de lealdade, em junho de 2002. Um estádio temporário em Milton Keynes mostrou-se difícil de organizar e o Wimbledon F.C. permaneceu no sul de Londres no final da temporada 2002-03. Koppel anunciou um plano para converter o National Hockey Stadium para o futebol e jogar lá desde o início da temporada 2003-04 até que o novo estádio fosse construído.

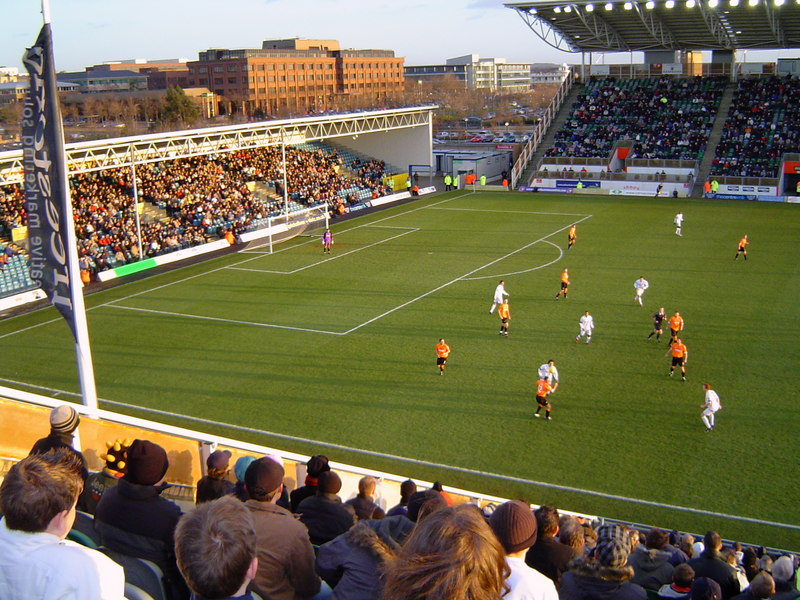
MK Dons (camisas brancas) jogando no National Hockey Stadium durante a temporada 2004-05

O Wimbledon F.C. entrou em administração em junho de 2003. Depois que o clube perdeu um prazo para investir em reformas para o National Hockey Stadium, surgiu a confusão sobre se o Wimbledon F.C. mover-se ia e onde jogariam se o fizessem. Os administradores organizaram um retorno ao Selhurst Park. Com a mudança ameaçada e o clube enfrentando a liquidação, Winkelman fez "a decisão definidora de vida", citando Conn, "de tomar sobre si mesmo". Ele garantiu fundos de seu consórcio para os administradores pagarem os salários dos jogadores, manter o clube funcionando e pagar as renovações necessárias para o National Hockey Stadium receber o futebol da Liga.
Depois de receber os primeiros jogos em casa da campanha de 2003-04 no Selhurst Park, o Wimbledon F.C. jogou sua primeira partida em Milton Keynes em setembro de 2003. Um acordo voluntário da empresa foi elaborado em março de 2004, sob o qual o consórcio de Winkelman levaria Wimbledon F.C. fora de administração, supostamente usando uma holding chamada Milton Keynes Dons. A FA ameaçou expulsar o clube se a aquisição não fosse concluída até 31 de julho. A Inter MK Group trouxe Wimbledon F.C. fora de administração no final de junho de 2004 e, ao mesmo tempo, anunciou mudanças em seu nome, distintivo e cores. O novo nome foi chamado Milton Keynes Dons F.C. (geralmente encurtado para MK Dons).

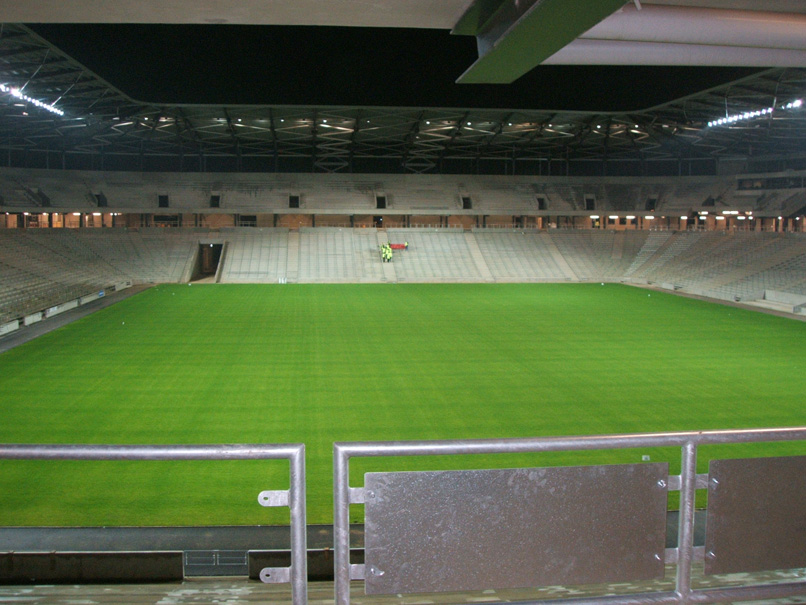
The view of the pitch towards the south Stand

O Milton Keynes Dons continuou a jogar no National Hockey Stadium, enquanto o desenvolvimento, incluindo o novo terreno, foi construído em Denbigh. A Asda pagou à Inter MK 35 milhões de libras por sua seção do site, a IKEA 24 milhões de libras. O solo foi quebrado no estádio em fevereiro de 2005. Em dezembro de 2005, o MK Dons estabeleceu a meta de jogar no novo terreno em janeiro de 2007; em fevereiro de 2007 revisaram sua proposta para um estádio de 22.000 lugares pronto em julho daquele ano, com previsão de expansão para 32.000. originalmente se destinava a acomodar 30.000 pessoas). O novo estádio, o MK Stadium, sediou sua primeira partida em julho de 2007. Quatro meses depois, em 29 de novembro de 2007, foi oficialmente aberto pela rainha Elizabeth II.

## Público
Embora as participações tenham aumentado desde que saíram do National Hockey Stadium, a média de comparecimento do MK Dons foi de 10.550 durante a temporada temporada 2008-09 da League One permaneceu abaixo da metade da capacidade terrestre. A média de comparecimento na casa do MK Dons para a primeira parte da temporada 2009-10 e foi classificada em 6º entre 24 equipes na League One. A frequência média da temporada de 2012–13 foi de apenas 8.612; na temporada de 2013–14, foi de 9.047; na temporada 2015-16 foi 13.158. Em 2016-17, foram 10.306.
O público recorde de um jogo de futebol no Stadium MK foi em 31 de janeiro de 2016, quando uma multidão de 28.127 pessoas assistiram a derrota do Milton Keynes Dons de 5 a 1 para o Chelsea nas quartas rodada da FA Cup de 2015-16, que bateu o recorde anterior de 26.969 pessoas que assistiram a uma vitória histórica de 4 a 0 sobre o Manchester United na segunda rodada da FA Cup de 2014-15, em 26 de agosto de 2014. Em 6 de outubro de 2015, o Stadium MK sediou a partida da Copa do Mundo de Rugby de 2015, Uruguai contra Fiji, e estabeleceu o novo recorde de público para 30.043. Em 4 de fevereiro de 2017, uma participação recorde na liga de 21.545 foi contra o Bolton Wanderers na Football League One.

## Futebol

### Milton Keynes Dons
O primeiro estádio do clube foi o National Hockey Stadium, que foi convertido temporariamente para o futebol durante a estadia do clube. Seu arrendamento neste terreno terminou em maio de 2007.
Em 18 de julho de 2007, o novo estádio de 22.000 lugares do clube sediou seu primeiro jogo, um evento de entrada restrita contra o Chelsea XI. O estádio foi oficialmente inaugurado em 29 de novembro de 2007, pela Rainha Elizabeth II.
Os Dons são o principal inquilino do estádio e o usuário mais frequente, com todas as comodidades construídas dentro do estádio (como a loja do clube) projetadas para o benefício do clube.

### Jogos especiais de exibição e caridade
Apesar de a Rainha Elizabeth II ter inaugurado oficialmente o estádio em novembro de 2007, ele sediou seu primeiro jogo em 18 de julho de 2007, uma partida contra o Chelsea XI, que resultou em uma vitória por 4 a 3 para a equipe da casa. Mais tarde, em julho, a Inglaterra XI enfrentou o World Legends XI em uma partida em memória do falecido jogador de futebol inglês, Alan Ball.

### Amistosos Internacionais
Ele já recebeu dois internacionais sub-21 da Inglaterra sub-21. O primeiro foi um jogo do Grupo 3 das qualificações para o Campeonato Europeu de Futebol Sub-21 de 2009, contra a Bulgária sub-21, em 16 de novembro de 2007. Os anfitriões bateram os visitantes por 2 a 0, com Mark Nobel marcando aos dezessete minutos e James Milner marcando no vigésimo sexto minuto, o jogo teve 20.222 espectadores. O outro foi um amistoso internacional contra o Azerbaijão em 31 de março de 2009. Os anfitriões golearam os visitantes por 7 a 0, com Kieran Gibbs marcando duas vezes e gols de Michael Mancienne, Craig Gardner e Jack Rodwell, além dos gols contra de Elcin Sadiqov e Elvin Mammadov, o jogo com 12.020 presentes.
Em 5 de junho de 2010, o estádio sediou um amistoso internacional; A Gana venceu a Letônia por 1 a 0 em seu último aquecimento antes da Copa de 2010.
| 16 de novembro de 2007                                                                  | Inglaterra sub-21                 | 2 – 0     | Bulgária sub-21 | Milton Keynes                                                |  |
| 19:00 UTC Grupo 3 das qualificações para o Campeonato Europeu de Futebol Sub-21 de 2009 | Agbonlahor 41' · Milner 82' (pen) | Relatório |                 | Estádio: Stadium MK Público: 20 222 Árbitro: BEL Luc Wouters |  |

| 31 de março de 2009 | Inglaterra sub-21                                                                                    | 7 – 0     | Azeribajão sub-21 | Milton Keynes                                                          |  |
| 19:00 UTC Amistoso  | Mancienne 1' · Sadiqov 26' (g.c.) · Gardner 31' · Mammadov 55' (g.c.) · Gibbs 64', 70' · Rodwell 90' | Relatório |                   | Estádio: Stadium MK Público: 12 020 Árbitro: AUT Robert Schoergenhofer |  |

| 30 de maio de 2010 | Nigéria    | 1 – 1     | Colômbia   | Milton Keynes                                    |  |
| 18:30 UTC Amistoso | Haruna 72' | Relatório | 12' Valdés | Estádio: Stadium MK Árbitro: ENG Martin Atkinson |  |

| 5 de junho de 2010 | Gana             | 1 – 0     | Letónia | Milton Keynes                      |  |
| 11:00 UTC Amistoso | Owusu-Abeyie 89' | Relatório |         | Estádio: Stadium MK Público: 8 107 |  |

| 20 de novembro de 2018 | Brasil          | 1 – 0     | Camarões | Milton Keynes                                                   |  |
| 19:30 UTC Amistoso     | Richarlison 44' | Relatório |          | Estádio: Stadium MK Público: 29 699 Árbitro: ENG Michael Oliver |  |

### Candidatura da Copa do Mundo de 2018
Em dezembro de 2009, a FA recebeu o status de "Cidade Anfitriã Candidata" para Milton Keynes. Se a Inglaterra tivesse vencido a licitação, o Stadium MK teria hospedado alguns jogos. Para que isso acontecesse, a capacidade do estádio teria que ser aumentada para 44.000. No entanto, em 2 de dezembro de 2010, a FIFA decidiu não conceder a Copa do Mundo de 2018 para a Inglaterra.

## Tottenham Hotspur F.C.
No final de 2014, foi relatado que o clube da Premier League, Tottenham Hotspur, estava em negociações com o Milton Keynes Dons durante uma temporada temporária no Stadium MK por uma temporada, durante as renovações no campo do White Hart Lane. De acordo com a imprensa, o Tottenham propôs jogar a maioria dos jogos na casa do MK Dons e um pequeno número no Estádio de Wembley. A ideia de jogar em casa partidas em Milton Keynes, mesmo temporariamente, foi em grande parte impopular com os fãs do Spurs. O Tottenham Hotspur Supporters Trust declarou em setembro de 2014 que teria "sérios problemas" com tal acordo. Em uma pesquisa do London Evening Standard com 206 torcedores do Tottenham dois meses depois, 71 (34%) disseram que iriam jogar em casa no Stadium MK se o clube jogasse lá temporariamente, enquanto 135 (66%) disseram que não. O diretor-executivo da Premier League, Richard Scudamore, declarou em julho de 2015 que a Premier League não teria objeção ao Tottenham temporariamente (seja com o MK Dons ou com o Chelsea em Wembley) mas defender "a integridade da competição" não permitiria que o Tottenham jogasse. partidas caseiras em mais de um local na mesma temporada. Dois meses depois, o presidente-executivo da FA, Martin Glenn, afirmou que apoiava a ideia de os clubes jogarem temporariamente em Wembley enquanto seus terrenos eram revitalizados.
O Spurs acabou jogando no Stadium MK somente uma vez, contra o Watford na frente de 23.650 pessoas, um confronto apoiado pelo ex-jogador do Milton Keynes Dons e nascido em Milton Keynes, Dele Alli.

## Futebol feminino

### Euro Feminina 2021
O estádio foi indicado para ser o anfitrião da Euro Feminina de 2021.

## Rugby

### Premiership
Saracens foi o primeiro clube a sediar uma partida de rúgbi da Premiership no Stadium MK quando o Bristol Rugby visitou o clube em 10 de maio de 2008, longe de seu campo regular de Vicarage Road, devido a Watford jogando em casa na semifinal do play-off do campeonato de 2008. Ele proporcionou um grande palco para o 288º vencedor do Rugby World Cup 2003, Richard Hill, e a última aparição para os homens de preto. Uma tentativa de última hora de Kameli Ratuvou garantiu que a carreira de Hill de 15 anos terminasse com uma nota vencedora.
Em 30 de dezembro de 2012, o Saracens recebeu o Northampton Saints para uma partida de temporada regular no Stadium MK, enquanto seu novo estádio em Barnet Copthall ainda estava sendo construído. O Saints receberam o Saracens em abril de 2015 diante de um recorde de 27.411 torcedores, como um jogo da Premiership e, adicionalmente, como um exercício de preparação para o estádio que sediará a Copa do Mundo de Rugby de 2015. Os jogos de hospedagem do Northampton no Stadium MK se tornaram uma ocorrência regular e o Saints agora recebe pelo menos um jogo por ano no estádio.

### Taça dos Campeões Europeus de Rugby
Em 24 de janeiro de 2011, o Northampton Saints anunciou que sua partida nas quartas-de-final da Copa Heineken 2010-11 contra o Ulster aconteceria no Stadium MK, porque o terreno do Franklin's Gardens é pequeno demais para atender aos 15 mil lugares exigidos pelos organizadores.
O Saints já havia indicado que eles poderiam jogar futuros grandes jogos no Stadium MK, já que sua proposta de expandir o Franklin's Gardens usando um desenvolvimento (supermercado ASDA) tinha encontrado dificuldades de planejamento.
Assim, o jogo das quartas-de-final foi disputado no estádio no domingo, 10 de abril de 2011, diante de uma multidão recorde de 21.309 pessoas que testemunharam o Saints (o "time da casa" do dia) vencendo o Ulster por 23 a 13. Isso garantiu ao Saints um lugar na semifinal da Heineken Cup, onde venceu o USA Perpignan, novamente em Milton Keynes.
Em 21 de janeiro de 2012, o Northampton Saints disputou a partida final da Copa Heineken 2011-12 no Stadium MK contra o Munster. O Saints foram derrotados por 36 a 51, mas o jogo estabeleceu um recorde de 22.220.

### Copa do Mundo de Rugby de 2015
Em 8 de outubro de 2012, os organizadores da Copa do Mundo de Rugby de 2015 anunciaram que o estádio era um dos 17 a serem pré-selecionados para uma avaliação detalhada, levando à escolha final de 12 estádios a serem anunciados em março de 2013. anunciado como um local para a Copa do Mundo de Rugby de 2015 em 2 de maio, e com a capacidade de se expandir para 32.000, ele recebeu três jogos. O primeiro foi um jogo do Grupo D entre a França e o Canadá, em 1 de outubro de 2015, com a França vencendo por 41 a 18, o jogo teve 28.145 espectadores. O segundo foi um jogo do Grupo B entre Samoa e o Japão, dois dias depois, com o Japão vencendo por 26 a 5, o jogo teve 29.019 espectadores. A terceira e última partida foi do grupo A, entre Fiji e Uruguai, três dias depois, com o Fiji vencendo de 47 a 15 com novo recorde de público nos estádios, com 30.048 espectadores.

## Eventos não-esportivos
O estádio foi usado como um ponto central para as comemorações do 40º aniversário de Milton Keynes, que aconteceu em 2007.
As convenções anuais dos Testemunhas de Jeová também foram realizadas no estádio.

## Localização
O estádio fica no centro-sul de Milton Keynes, em Denbigh, uma parte de Bletchley e de Fenny Stratford, perto da junção do A5 e do ramal A421 (estrada)A421.

### Instalações próximas
Há um hotel, complexo comercial, restaurantes e um cinema ao lado do estádio.

### Transporte
As estações ferroviárias mais próximas são Bletchley e Fenny Stratford. Ambas estão a cerca de 2,1 km do estádio. A Estação Central de Milton Keynes, está a cerca de 4,2 km, tem mais serviços interurbanos. Milton Keynes Central e Bletchley estão na movimentada Linha Principal da Costa Oeste para Londres, a West Midlands e o Noroeste; Fenny Stratford está na tranquila Linha Marston Vale para Bedford. Existem ligações de autocarro das estações Central à Bletchley. O estacionamento ao lado do estádio é limitado e caro: os prazos de estacionamento fora das lojas são rigorosamente aplicados nos dias de jogos. Em ocasiões especiais, o National Bowl é usado para estacionar o transbordamento.

## Galeria

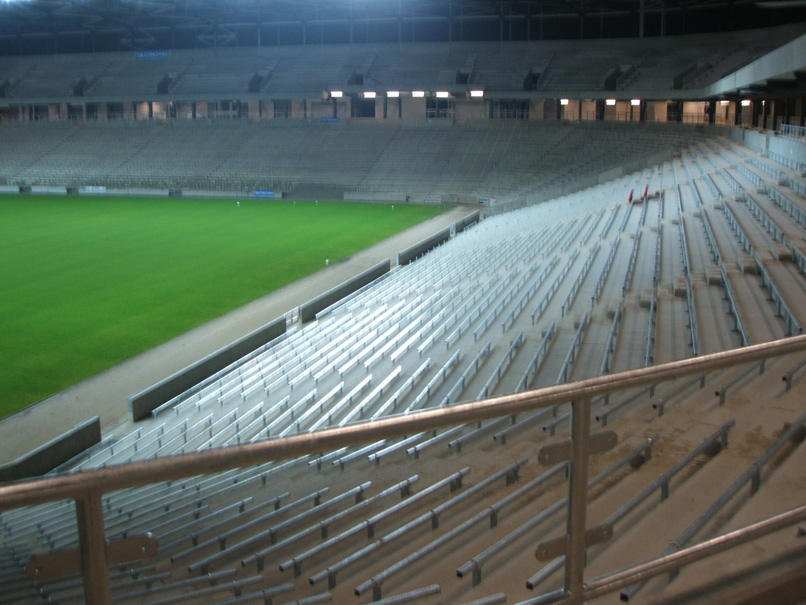
A arquibancada sul a partir de 22 de fevereiro de 2007
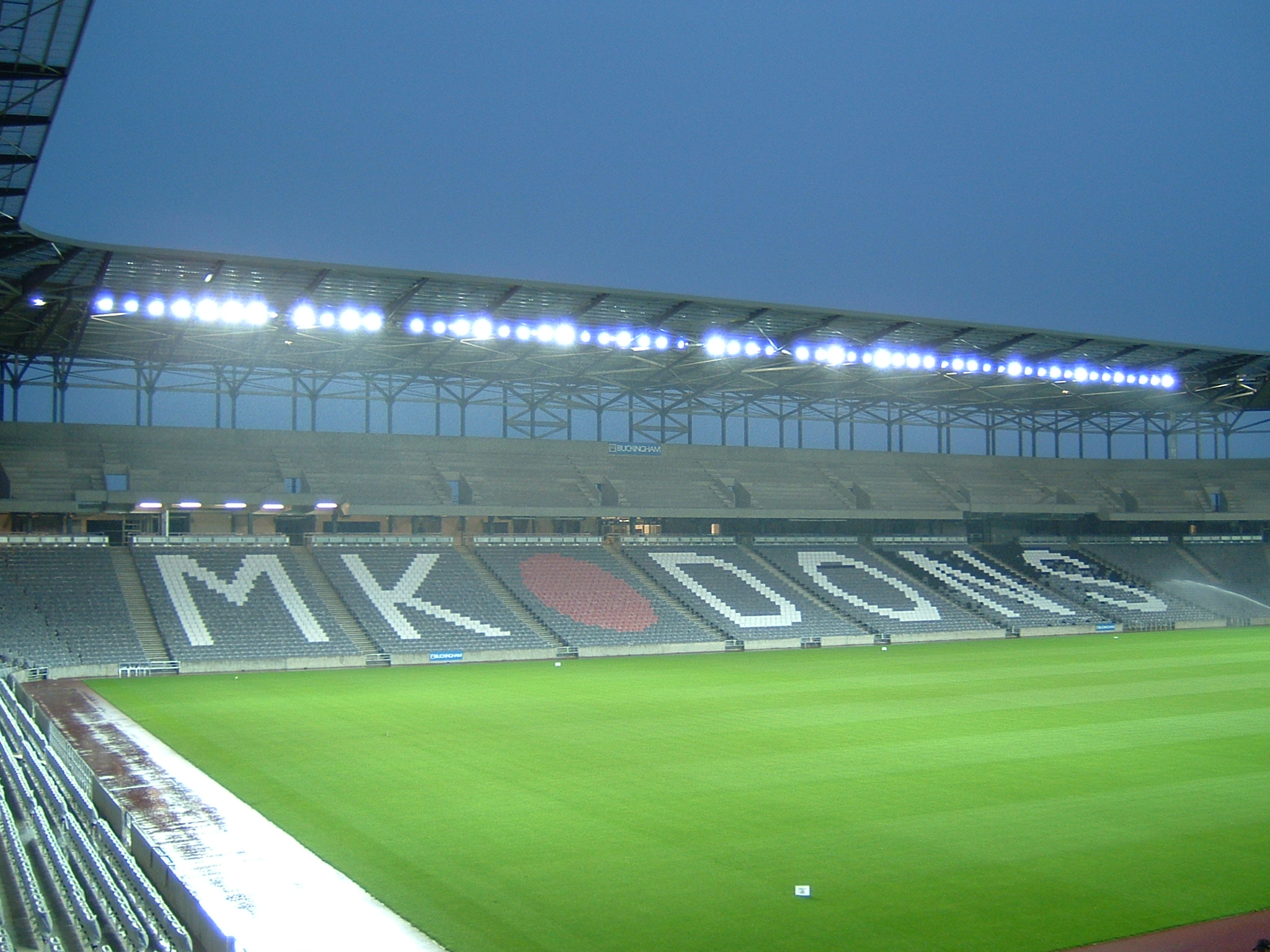
A arquibancada leste a partir de 16 de maio de 2007
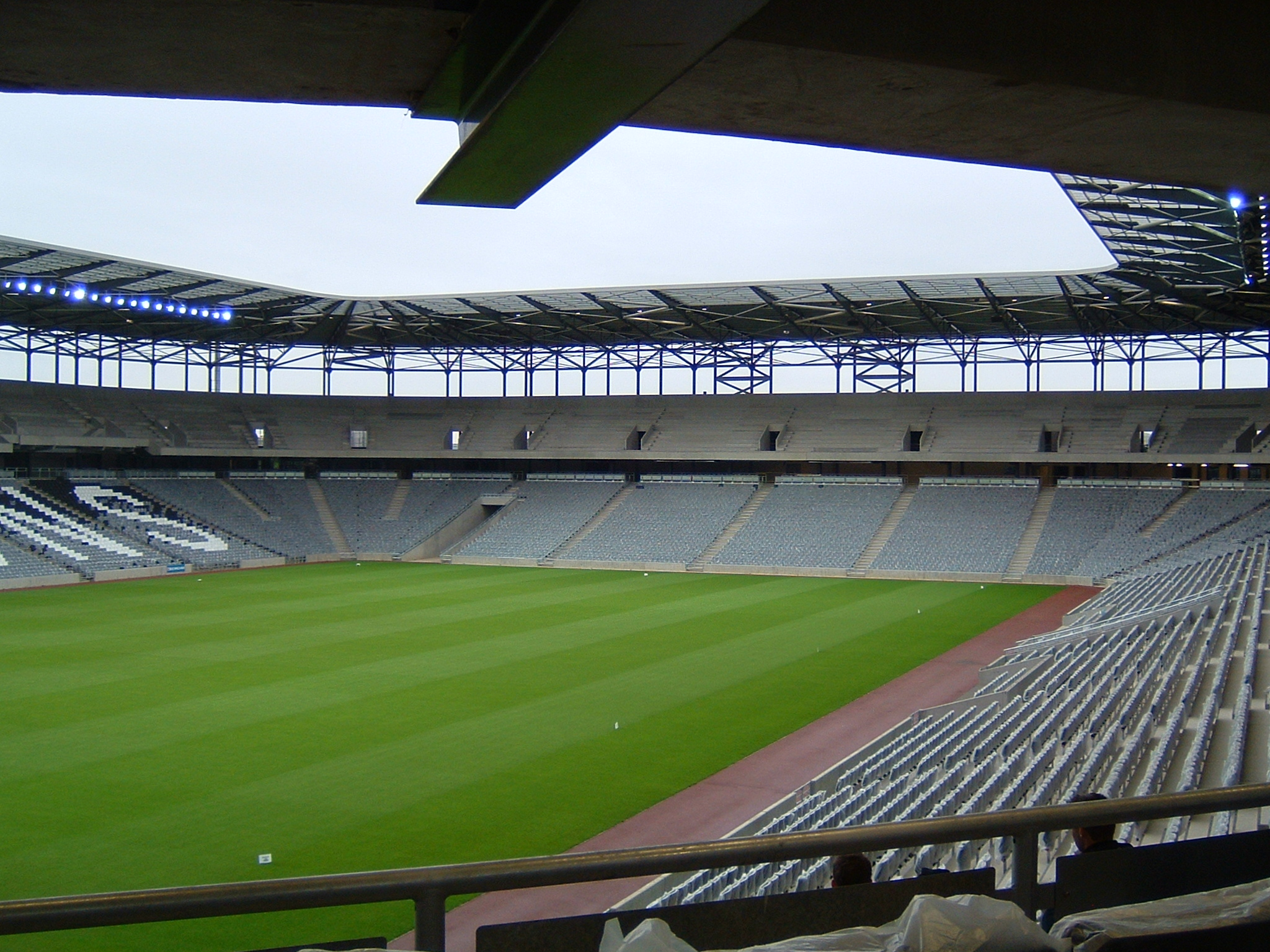
A arquibancada sul (Cowshed) do Stadium MK em 16 de maio de 2007

## Ver Também
- Milton Keynes Dons
- Milton Keynes